# Dyro
Jordy van Egmond (Leiden; 22 de abril de 1992), conocido por su nombre artístico Dyro, es un DJ, remezclador y productor discográfico neerlandés conocido por sus colaboraciones con Hardwell, Bassjackers, Tiësto, Dannic o Martin Garrix. 
Demostró interés por la música electrónica a temprana edad. Era miembro importante de la discográfica de Hardwell, Revealed Recordings, donde lanzaba sus tracks anteriormente. En esta publicó su primer sencillo "DAFTASTIC" y su primer EP "Metaphor/Magno", que además presentó por primera vez en el club "SET" de Miami durante la Revealed Label Night. En 2013 hace su debut en la encuesta anual de la revista DJMag en el puesto #30 y logrando así mismo la entrada más alta de un DJ en el ranking de ese año. En 2014, en la encuesta realizada por la revista DJmag escaló 3 puestos y se ubicó en el número 27. Para la edición 2015 de la revista se mantiene en el lugar 27. El 25 de julio de 2014, se anuncia la creación de su propio sello discográfico, WOLV, cuyo primer lanzamiento es la canción con el mismo nombre.

## Discografía

### Extended plays
- Wolvpack, Vol. 1 Mixed By Dyro
- Wolv - The Best of 2015
- Set Me Free EP - 2016
- Bombai EP - 2020
- Bombai EP (Extended Mixes) - 2020

### Sencillos
2011:
- Dyro - South Avenue [Grapevine Grooves]
- Dyro - Daftastic [Revealed Recordings]
- Dyro - Metaphor [Revealed Recordings]
- Dyro - Magno [Revealed Recordings]

2012:
- Dyro & Jacob van Hage - EMP [Smash the house]
- Dyro & Rene Kuppens - Raid [Revealed Recordings]
- Dyro - Paradox [Revealed Recordings]
- ANSOL & Dyro - Top of the World [Wall Recordings]
- Dyro & Amba Shepherd - Sky High [Strictly Rhythm]

2013:
- Hardwell & Dyro feat. Bright Lights – Never Say Goodbye [Revealed Recordings]
- Dyro & Loopers - Monster Talk [Mixmash Recordings]
- Dyro - Saeta [Bazooka Records]
- Bassjackers & Dyro – Grid [Spinnin Records]
- Dyro - Leprechauns & Unicorns [Revealed Recordings]
- Tiësto & Dyro – Paradise [Musical Freedom]
- Dyro - Go Down [Revealed Recordings]
- Dyro feat. Radboud – You Gotta Know  [Revealed Recordings]

2014:
- Dyro - Black Smoke [Revealed Recordings]
- Dyro feat. Ryder – Calling Out  [Revealed Recordings]
- Dyro - Sounds Like [Revealed Recordings]
- Dyro & Dannic - Radical [Revealed Recordings]
- Dyro - WOLV [WOLV]
- Dyro feat. Dynamite MC - Against All Odds [WOLV]
- Dyro & Bassjackers - X [WOLV]

2015:
- Dyro x Loopers - Jack It Up [WOLV]
- Dyro - Foxtrot [WOLV]
- Dyro - Pure Noise [WOLV]
- Dyro & Conro feat. Envy Monroe - Bittersweet [Revealed Recordings]
- Dyro - Like A Boss [WOLV]

2016:
- Dyro x Loopers - Set Me Free (Set Me Free EP) [WOLV]
- Dyro feat. Le Prince - Surrenda (Set Me Free EP) [WOLV]
- Dyro feat. Dope D.O.D. - Predator (Set Me Free EP) [WOLV]
- Dyro - Artifact (Set Me Free EP) [WOLV]

2017:
- Dyro x GOJA - Alive [WOLV]
- Dyro feat. Joe Taylor - Surrounded [WOLV]
- Dyro - Good Feelin [WOLV]

2018:
- Dyro & GTA - Talkin' Bout [Spinnin Records]
- Dyro feat. Haliz - Amsterdam [Universal Music]
- What So Not & Dyro - Bottom End   (Not all the beautiful things) [Sweat It Out!]
- Dyro - Feel It Coming  [Monstercat]
- Dyro - Bring It Down [STMPD RCRDS]
- Martin Garrix & Dyro - Latency [STMPD RCRDS]
- Dyro & Loopers - I Know U [STMPD RCRDS]

2019:
- Dyro - Bombai [STMPD RCRDS]
- Dyro - Goliath [STMPD RCRDS]
- Dyro feat. Nigel Hey & Babet - Free [STMPD RCRDS]
- Dyro - Masquerade [STMPD RCRDS]

2020:
- Dyro - Mind The Grid [STMPD RCRDS]
- Dyro & Julian Calor - Warp Speed [STMPD RCRDS]
- Dyro - Hella Dope [STMPD RCRDS]
- Dyro - Bounce Back [STMPD RCRDS]

2021:
- Dyro x Conro - Memory Bank [Monstercat]
- Dyro - Around [HEXAGON]

2023:
- Dyro - Lucid [STMPD RCRDS]
- Dyro feat. Ollo Vera - My Way [Unpressed Records]
- Dyro & Amba Shepherd - Right Here [Spinnin Records]

2024:
- Dyro & RayRay - To The Beat [Dim Mak Records]
- Dyro * Linney - Obsession [Dim Mak Records]

2025
- Dyro - Bassline Vandal [Revealed Recordings]

### Remixes
2011:
- Aint & Nino Fish feat. Rufus Martin – Turn It Up (Dyro Remix)
- Doc Meyer – I Know It's Hard (Dyro Remix)
- Tiësto feat. Kay – Work Hard Play Hard (Dyro & Loopers Remix)

2012:
- Kevin Doherty Feat. Amba Shepherd – Lifeline (Dyro Remix)
- Arjonas & Chris Jones – Love Comes In Colours (Dyro Remix)
- Tom Tyger  – Line (Dyro Remix)
- Hardwell & Dannic – Kontiki (Dyro Remix) [Revealed Recordings]
- R3hab – The Bottle Song (Dyro Remix) [Wall Recordings / Spinnin' Records]
- Katy Perry – Wide Awake (Dyro Remix)
- Afrojack feat. Shermanology – Can't Stop Me (R3hab & Dyro Remix) [Wall Recordings / Spinnin' Records]
- Laidback Luke & Angger Dimas feat. Polina – Night Like This  (Dyro Remix)
- Dada Life – Feed the Dada (Dyro Remix)
- Nicky Romero & Calvin Harris – Iron (Dyro Remix) [PROTOCOL]
- Example – Close Enemies (Dyro Remix)
- Loopers – Dealbreaker (Dyro Remix)

2013:
- Tiësto & Swanky Tunes feat. Ben McInerney – Make Some Noise (Dyro Remix)
- Gabriel & Dresden feat. Molly Bancroft – Tracking Treasure Down (Dyro Remix)
- Morgan Page feat. Nadia Ali – Carry Me (Dyro Remix)
- Pink Is Punk & Benny Benassi feat. Bright Lights – Ghost (Dyro Remix)
- The Aston Shuffle & Tommy Trash – Sunrise (Won't Get Lost) (Dyro Remix)
- Rihanna feat. David Guetta – Right Now (Dyro Remix)
- The Bloody Beetroots feat. TAI & Bart B More – Spank (Dyro Edit)
- Benny Benassi feat. John Legend – Dance the Pain Away (Dyro Remix)
- Axwell – Center of the Universe (Dyro Remix)
- Wilkinson – Afterglow (Dyro Remix)

2014:
- Bali Bandits  – Welcome (Dyro Remix)

2015:
- N.E.R.D - Lapdance (Dyro Bootleg)

2016:
- Prism & Funkz - Spacetunnel (Dyro Edit)

2017:
- Munar - Rudeboi (Dyro Edit) [WOLV Sampler 2017]
- Noisia - Anomaly (Dyro Remix)
- Krewella - TH2C (Dyro Remix)
- Julian Calor & REAUBEAU - Lost In Nightlife (Dyro Edit)
- Steve Aoki & Ricky Remedy feat. Sonny Digital - Thank you very much (Dyro & Loopers Remix)

2018:
- Valentino Khan - Lick It (Dyro Remix)
- Kanye West - Yikes (Dyro Bootleg)
- Boombox Cartel - NBD (Dyro Remix)
- Gammer - THE DROP (Dyro Remix)

2019:
- Martin Garrix feat. JRM - These Are The Times (Dyro Remix)

2022:
- LF System - Afraid To Feel (David Guetta & Dyro Remix)

## Ranking DJmag
| DJ   | 2013 | 2014 | 2015 | 2016 | 2017 |
| ---- | ---- | ---- | ---- | ---- | ---- |
| Dyro | 30°  | 27°  | 27°  | 93°  | 114° |

## Futuros lanzamientos
| Año  | Canción                      | Colaboración            | Sello Discográfico  | Comentario                                     |
| ---- | ---------------------------- | ----------------------- | ------------------- | ---------------------------------------------- |
| 2025 | Not Alone                    | Hardwell                | Revealed Recordings | Tocado por Hardwell en UMF 2025                |
| 2019 | I like that                  | Loopers                 | STMPD RCRDS         | Mostrado en las historias de Instagram de Dyro |
| 2019 | Do It                        |                         | STMPD RCRDS         | Tocada en sus sets de 2019                     |
| 2019 | ID (Intro Tomorrowland 2019) | solo o con Loopers      | STMPD RCRDS         | Tocado en Tomorrowland 2019                    |
| 2018 | ID                           |                         | WOLV                | Posteado en Facebook                           |
| 2018 | ID                           |                         | STMPD RCRDS         | Está trabajando en un unreleased del 2013      |
| 2019 | ID                           | Quintino                | Spinnin' Records    | Tocado por ambos y confirmado por Quintino     |
| 2016 | For The Money                |                         | WOLV                | ADE 2016: WOLV X KANNIBALEN                    |
| 2016 | ID (Dubstep)                 |                         | WOLV                | ADE 2016: WOLV X KANNIBALEN                    |
| 2016 | ID (Drumstep)                |                         | WOLV                | Posteado en Instagram y Snapchat               |
| 2015 | ID                           | NYMZ feat. Fly Boi Keno | WOLV                | Hard Summer 2015 y UMF 2016                    |
| 2019 | ID                           | E-Force                 | STMPD RCRDS         | Post en Instagram                              |
| 2019 | ID                           |                         | STMPD RCRDS         | Tocado en sus sets de 2019                     |
| 2019 | ID                           | TV NOISE                | STMPD RCRDS         | Tocado en sus sets de 2019                     |
| 2019 | ID                           | Dannic                  | Fonk Recordings     | Post en Instagram de ambos DJs                 |

## Sin Lanzamiento Oficial
| Año  | Canción | Colaboración | Sello Discográfico | Reproducida en                              | Comentario |
| ---- | ------- | ------------ | ------------------ | ------------------------------------------- | --- |
| 2014 | Cyborg  | Headhunterz  | WOLV               | Tocado por ambos DJs en diversos festivales | Se desconoce el factor por el cual decidieron cancelarlo o jamás lanzarlo. Rumores corrían que fue porque iba a ser lanzado en WOLV, por lo cual Heady no podía publicar tracks que no fueran pertenecientes en Ultra Records. Aun así se discrepa que no es nada de lo anterior, pero ninguno de los dos dieron una razón congruente por la cual nunca lo lanzaron. |